# Thuit-Hébert
Thuit-Hébert è un ex comune francese di 312 abitanti situato nel dipartimento dell'Eure nella regione della Normandia. Dal 1º gennaio 2016 è stato accorpato con altri 2 comuni per formare il nuovo comune di Grand Bourgtheroulde.

## Società

### Evoluzione demografica
Abitanti censiti